# Rosinha
Rosinha är ett kvinnonamn. 
Det uttalas Rosinja. I Sverige finns endast 1 kvinna med namnet (2004)
Saknar namnsdag i Sverige.

## Personer med namnet Rosinha
- Rosinha Sambo, svensk-angolansk sexarbetare
- Rosinha Garotinho, brasiliansk guvernör i Rio de Janeiro.